# Scythris setiella
Scythris setiella is een vlinder uit de familie dikkopmotten (Scythrididae). De wetenschappelijke naam is voor het eerst geldig gepubliceerd in 1870 door Zeller.
De soort komt voor in Europa.